# 117 î.Hr.

## Nașteri
- dată necunoscută: Lucullus  (d. 56 î.Hr.)